# NGC 1849
NGC 1849 је расејано звездано јато у сазвежђу Златна риба које се налази на NGC листи објеката дубоког неба.
Деклинација објекта је - 66° 18' 57" а ректасцензија 5h 9m 34,9s. Привидна величина (магнитуда) објекта NGC 1849 износи 12,8. NGC 1849 је још познат и под ознакама ESO 85-SC49.